# 小柳敦史
小柳 敦史（こやなぎ あつし、1981年 - ）は、日本の思想史研究者。北海学園大学人文学部准教授。専門は、近代ドイツのキリスト教思想を中心としたヨーロッパの思想史。

## 経歴
2005年に京都大学文学部人文学科を卒業、同大学院文学研究科思想文化学専攻に進学し、2011年3月まで博士課程に在学した。
2012年に沼津工業高等専門学校教養科助教となり、同時に青山学院大学総合研究所客員研究員となった。その後、2014年4月に講師、2015年7月に准教授に昇進し、2017年に北海学園大学人文学部准教授に転じた。
2018年9月には、エルンスト・トレルチについての研究書『トレルチにおける歴史と共同体』により、日本基督教学会の第1回日本基督教学会賞を受賞した。

## 深井智朗への公開質問
2013年、小柳は深井智朗の著書『ヴァイマールの聖なる政治的精神―ドイツ・ナショナリズムとプロテスタンティズム』の書評を日本基督教学会の学会誌『日本の神学』第52号に寄稿し、その中で「出典が不明な引用や注釈での不正確な文献情報・参照指示が数多くみられる」と指摘。「深井の著作については、すでに同誌第49号にて同志社大学神学部教授の水谷誠も同様の指摘を行っている」として深井の文献資料の取り扱いに苦言を呈した。
小柳はその後も深井の著作の検証を進め、2018年2月に日本基督教学会の当時の三役（片柳榮一理事長、土井健司専務理事、芦名定道学会誌編集委員長）へ連絡を取り、深井智朗の著書『ヴァイマールの聖なる政治的精神―ドイツ・ナショナリズムとプロテスタンティズム』に用いられている資料の実在に関する問題2点を指摘した。学会は、公正を期し、小柳と深井による学会誌上での公開された質疑応答をとることとし、小柳の質問状、深井の回答、芦名による経緯説明を、9月に発行された学会誌『日本の神学』57号に「暫定報告」として掲載した。
小柳の公開質問状を契機として、深井の研究不正行為疑惑が追及され、深井の勤務校であった東洋英和女学院大学が設けた調査委員会は、研究不正行為を認定した。

## 主な著書
- 『トレルチにおける歴史と共同体』、知泉書館、2015年

### 共訳書
- （濱崎雅孝、清水正、佐藤貴史との共訳）W.パネンベルク、学問論と神学、教文館（青山学院大学総合研究所叢書）、2014年